# Araneus comptus
Araneus comptus là một loài nhện trong họ Araneidae.
Loài này thuộc chi Araneus. Araneus comptus được William Joseph Rainbow miêu tả năm 1916.